# وکو اگویین
وکو اگویین (انگلیسی: Waco O'Guin; ۲۴ ژوئن ۱۹۷۵ – ) کمدین، بازیگر، نویسنده، تهیه‌کننده اهل ایالات متحده آمریکا است. او در شبکه کمدی سنترال با همکاری راجر بلک انیمیشن بزرگسالانه بریکلبری را تولید کرد. شخصیت وودی در بریکلبری از روی پدرخوانده اگویین الهام گرفته شده. در سال ۲۰۱۸ به همراه بلک انیمیشن سریالی اداره پلیس پارادایس را برای نتفلیکس تولید کرد.
اگویین اصالتاً از شهر کوچکی در
لیکلند، جورجیا هست و در آنجا و هنگام نوجوانی برنده جایزه هومر سیمپسون شد. پروژه بعدی او برای نتفلیکس فرزار نام دارد.